# Clipper
Clipper — система программирования приложений в среде базы данных, включающая компилятор программ, написанных на языке, близком к языку СУБД dBase III+, редактор связей, развитый интерактивный символический отладчик, обладающий пользовательским интерфейсом в стиле меню[прояснить], который можно связать с разрабатываемой программой для облегчения её отладки, большую библиотеку объектных модулей системных функций, а также ряд служебных программ (утилит). Разработана корпорацией Nuntucket.
Ядром системы Clipper является СУБД компилирующего типа с автономным (англ. self-contained) языком, в значительной мере совместимую по входному языку программирования и организации базы данных с СУБД dBase III+. Продукт создавался с целью достижения более высокой производительности прикладных систем по сравнению с созданными с помощью средств dBaseIII Plus. Эта задача решена использованием на стадии исполнения заранее скомпилированного кода (P-кода, исполняемого средой выполнения) вместо интерпретации исходных программ, а также за счёт более эффективных механизмов индексирования файлов баз данных. Clipper имел средства расширения, позволявшие компоновать объектные модули, созданные компилятором Clipper с объектными модулями, созданными другими компиляторами, например компиляторами си или ассемблера. Это позволяет создавать готовые программы самого разнообразного назначения, т.к. Clipper использовал стандартный формат объектных модулей и библиотек. Собственный компоновщик позволял порождать динамические библиотеки, работавшие как оверлейные модули на этапе выполнения программы. По формату .dbf файлов Clipper был полностью совместим с dBaseIII+, однако индексные файлы использовали собственный формат .ntx.
В 1999 году создан свободно распространяемый компилятор Harbour, позволяющий достаточно просто как перенести унаследованные Clipper-программы на более современные платформы (скомпилировав консольные приложения под Windows или Linux), так и расширить возможности старых программ (сохранив математику и логику, придать им графический интерфейс, дать доступ к взаимодействию с другими приложениями через OLE, обеспечить доступ ко всем доступным принтерам и иным устройствам, выход в Интернет).
Computer Associates предприняла попытку вывести на рынок clipper-совместимое средство разработки СА Visual Objects (CAVO), которое, в свою очередь преобразовано в продукт Vulcan.net. Alaska Software выпустила продукт Xbase++, декларировав его совместимость как с Clipper, так и с Visual Foxpro.

## Примеры программирования на Clipper
Простой hello world — пример:
```
? 
"Hello World!"

```

Ввод данных в базу данных с использованием маски ввода:
```
USE
 
Custom
er SHARED NEW

clear

@  1, 0 SAY 
"CustNum"
 GET 
Custom
er->CustNum PICT 
"999999"
 VALID 
Custom
er->CustNum > 0
@  3, 0 SAY 
"Contact"
 GET 
Custom
er->Contact VALID !
empty
(
Custom
er->Contact)
@  4, 0 SAY 
"Address"
 GET 
Custom
er->Address

READ

```

## История версий
Первые версии от Nantucket идентифицировались «временем года» («seasonal versions»), эти версии назывались производителем «dBase-компиляторами» («dBase compilers»):
- Winter’84 — выпущена 25 мая 1985 года;
- Summer’85 — лето 1985 года;
- Winter’85 — 29 января 1986 года;
- Autumn’86 — 31 октября 1986 года;
- Summer’87 — 21 декабря 1987 года.

Позднее Nantucket перешла к цифровым номерам выпусков:
- 5.00 — 1990 год;
- 5.01 — 15 апреля 1991 года;
- 5.01 Rev.129 — 31 марта 1992 года.

Computer Associates продолжила нумерацию версий (сам продукт назывался CA-Clipper):
- 5.01a;
- 5.20 — 15 февраля 1993 года;
- 5.2a — 15 марта 1993 года;
- 5.2b — 25 июня 1993 года;
- 5.2c — 6 августа 1993 года;
- 5.2d — 25 марта 1994 года;
- 5.2e — 7 февраля 1995 года;
- 5.30 — 26 июня 1995 года;
- 5.3a — 20 мая 1996 года;
- 5.3b — 20 мая 1997 года.

Легальная копия Clipper 5.3 предлагалась за $199 на сайте компании GrafX вплоть до момента её упразднения 31 декабря 2017 года.